# Xysticus graecus
Xysticus graecus là một loài nhện trong họ Thomisidae.
Loài này thuộc chi Xysticus. Xysticus graecus được Carl Ludwig Koch miêu tả năm 1837.